# Tuberculose do sistema nervoso
Tuberculose do sistema nervoso central (TBSNC) ou neurotuberculose é uma grave infecção bacteriana causada pelo Mycobacterium tuberculosis que geralmente atinge as meninges, porém também pode afetar o cérebro ou a medula espinhal. É muito difícil de diagnosticar e mais comum em países em desenvolvimento, sendo difícil de prevenir e de tratar e com alta mortalidade.

## Classificação
É classificada dependendo da área afetada:
- Meningite tuberculosa (A17.0): Forma mais comum, uma infecção nas meninges, membranas que envolvem o sistema nervoso central.
- Meningoencefalite, encefalite ou mielite tuberculosa (G05.0): Infecção em cérebro e meninge ou em Ponte de Valório.
- Tuberculoma meníngeo(G07): Processo inflamatório granulomatoso das meninges que radiologicamente parece um tumor maligno.
- Abcesso tuberculoso do cérebro (G07): Pus com bacilos de tuberculose no cérebro.
- Polineuropatia tuberculosa (G63.0): Em múltiplas áreas do sistema nervoso.
- Outros

## Causa

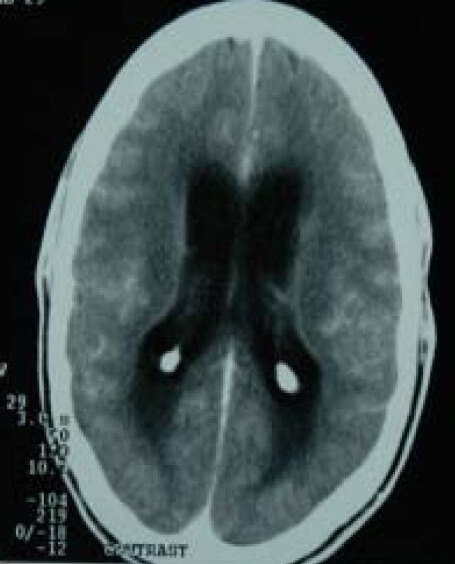
Tomografia computadorizada mostrando ventrículos dilatados e calcificação do plexo coroideo por tuberculose.

A TBSNC é uma forma grave e incapacitante da tuberculose que representa cerca de 6,3% (entre 5 a 10%) dos casos de tuberculose fora dos pulmões. Geralmente é consequência de uma tuberculose pulmonar que se espalhou para outros órgãos, mas pode ocorrer de forma isolada.
A Mycobacterium tuberculosis é um bacilo aeróbico, imóvel, não formador de esporos, resistente a ácidos que infecta primariamente a humanos, capaz de cruzar a barreira hematoencefálica e dobrar seu número a cada 15-20h. É capaz de entrar e se replicar dentro de macrófagos e outras células fagocitárias.

## Sinais e sintomas
Os sintomas típicos envolvem:
- Febre,
- Dor de cabeça,
- Meningismo (torcicolo),
- Confusão mental,
- Distúrbios cognitivos e comportamentais diversos relativos ao local afetado.

A esses sintomas somam-se os sintomas de tuberculoses em outras partes, como tosse com muco e sangue, dor torácica, suor noturno, perda de peso, perda de apetite, fraqueza e náusea quando os pulmões também foram infectados.

## Diagnóstico

Prevalência de todos tipos de tuberculose no mundo em 2007 (dados da OMS). No Brasil atinge 60 em cada 100.000 habitantes, sendo que cerca de 6% desses desenvolvem a forma neurológica.

O diagnóstico é muito difícil porque os bacilos demoram de uma a duas semanas para crescerem em cultura típica. A análise de líquido encefalorraquidiano indica infecção típica com pleocitose linfocítica moderada, níveis de proteína moderadamente elevados e níveis de glicose baixa. O método mais eficaz envolve cultivar os bacilos em meios mais favoráveis a bacilos resistentes a ácido e álcool, tingi-los e centrifugá-los para exame em microscópio (91% de sensibilidade).

## Epidemiologia
Varia muito pelo mundo, de apenas 9 casos para cada 100.000 habitantes nos Estados Unidos a unos 110 a 165 casos para cada 100.000 habitantes em Ásia e África. Em países como o Brasil com 600 casos para cada milhão de habitantes e cerca de 200 milhões de habitantes, pode-se estimar que a forma neurológica atinja cerca de 12 mil habitantes por ano. É mais comum entre crianças, pessoas a imunidade deprimida. Fatores de risco incluem desnutrição, alcoolismo e .

## Tratamento
O tratamento padrão envolve um 2 meses de terapia indutiva antibiótica inicial, incluindo isoniazida, rifampicina, pirazinamida e etambutol, seguido de 7 a 10 meses adicionais de isoniazida e rifampicina como terapia de manutenção caso a amostra coletada demonstre ser sensível a estes fármacos. No primeiro estágio é útil associa-lo com um glucocorticoide como dexametasona durante as primeiras 6 a 8 semanas. Complicações como hidrocefalia, tuberculomas e abcessos podem exigir neurocirurgia.
Prognóstico
A melhora inicial dos sintomas clínicos pode ser muito lenta e os sintomas podem inclusive piorar rapidamente, apesar da terapia anti-tuberculose. Novos focos de infecção ou tuberculomas podem surgir. A taxa de mortalidade é de 18% quando o diagnóstico e tratamento começam na fase I, 34% na fase II e 72% na fase III. O prognóstico é pior quando quatro ou mais sintomas apareceram 4 ou mais semanas antes do tratamento (80% de mortalidade).

## Prevenção
Pode ser prevenida por 10 anos com uma vacina para bacilo Calmette Guerin (BCG) com 85% de eficiência.